# Keller-Quartett (München)
Das Keller-Quartett war ein deutsches Streichquartett aus München, das seit den späten 1940er bis in die 1970er Jahre bestand. Sämtliche Musiker waren Mitglieder des Symphonieorchesters des Bayerischen Rundfunks.

## Geschichte
Das Keller-Quartett wurde vom Geiger Erich Keller gegründet, damals Konzertmeister des Symphonieorchesters des Bayerischen Rundfunks, Gründer des Convivum Musicum, München und Primarius des Münchner Nonett. In späteren Jahren wurde die 2. Violine mit Karsten Heymann besetzt.
Das Keller-Quartett war eines der ersten Streichquartette seiner Zeit in Deutschland und konnte ein äußerst vielfältiges Repertoire vorweisen, das von der Klassik bis in das 20. Jahrhundert reichte. Als Spitzenensemble war es gerade nach dem Ende des Dritten Reiches sehr um die zeitgenössische Musik bemüht, wie Auftritte – auch als Mitglieder des Münchner Nonetts – belegen, u. a. bei Aufführungen von Werken von Wilhelm Killmayer (Uraufführung des Nonetts von 1968 am 21. Januar 1969, Hochschule für Musik, München), Boris Blacher (Octett, 1965), und Konzerte bei musica viva, Frankfurt, 1967/68. Diverse Tourneen führten es weit über Deutschland hinaus. Die hohe musikalische Qualität und exzellente Gestaltung der Aufführungen des Keller-Quartetts spiegeln sich noch heute in den Rezensionen seiner Aufnahmen wider.

## Besetzung
- 1. Violine: Erich Keller
- 2. Violine: Heinrich Ziehe
- Viola: Franz Schessl
- Violoncello: Max Braun

## Diskographie
Die Diskographie umfasst u. a.:
- Paul Hindemith – Streichquartett Es-Dur. LP (78 rpm), vermutlich aufgenommen am Ende der 1940er bzw. in den ganz frühen 1950er Jahren
- Max Reger – Kammermusik komplett – Vol. 1; Klarinettenquintett A-Dur op. 146. CD Da Camera 77 501, aufgenommen als LP (SM 92702, 33 rpm), 1972; zusammen mit Rudolf Gall (Klarinette)[6][7]
- Max Reger – Kammermusik komplett – Vol. 22; Streichquartett Nr. 4 Es-Dur op. 109; CD Da Camera 77 522. Aufgenommen als LP (33 rpm), 1967[8][9]
- Max Reger – Kammermusik komplett – Jugendquartett d-Moll. o. O.; CD DaCa 77 522, aufgenommen als LP (33 rpm), 1973
- Anton Bruckner – Streichquintett F-Dur, Intermezzo für Streichquartett, Streichquartett c-Moll. CD Da Camera Magna (SM 92707/8); zusammen mit Georg Schmid, Viola
- Hugo Wolf – Italienische Serenade. LP Da Camera Magna (SM 92723, 33 rpm)
- Hugo Wolf – Streichquartett d-Moll. LP Da Camera (SM 92709, 33 rpm), Ersteinspielung auf LP

Daneben existieren diverse Rundfunkaufnahmen.
Aufnahmen mit Karsten Heymann, 2. Violine:
- Robert Schumann – Streichquartett op. 41 Nr. 3 a-Moll. LP Werk-Verlag Dr. E. Banaschewski (0666525)